# تانیا (بازیگر هندی)
تانیا (به انگلیسی: Tania) (زاده ۶ می ۱۹۹۳) بازیگر هندی-کانادایی است.
از کارهای معروف او می‌توان به بازی در فیلم قسمت و رؤیا اشاره کرد.